# Teorija moralnih temeljev
Teorija moralnih temeljev (ang. Moral foundations theory) je socialno-psihološka teorija, ki poskuša razložiti izvor, oziroma nihanja ter variacije v človeškem moralnem (oz. vrednostnem) utemeljevanju. Poglablja se v prirojene modularne (oz. sestavljive) temelje moralnega utemeljevanja oz. argumetiranja.
Trenutno teorija izpostavlja šest takšnih temeljev, pojmovanj oz. odnosov do sledečih vprašanj: skrbi, pravičnosti, svoboda, zvestobe, avtoriteta in svetega (božanskega, svetosti, čistosti, op. a.). Avtorji teorije dopuščajo možnosti odkritja novih (dodatnih) temeljev. Trenutno teorija izpostavlja šest takšnih temeljev, pojmovanj oz. odnosov do sledečih vprašanj: skrbi, pravičnosti, Svoboda, zvestobe, avtoriteta in svetega (božanskega, svetosti, čistosti, op. a.). Avtorji teorije dopuščajo možnosti odkritja novih (dodatnih) temeljev. Teorijo so oblikovali Jonathan Haidt in Creig Joseph
, izhajajoč iz raziskav oz. ugotovitev kulturnega antropologa Richarda Shwederja. Teorijo so sčasoma sooblikovali različni sodelavci, študentje in strokovnjaki z različnih področij. Teorija je dosegla javnost zlasti z objavo knjige, Pravičniški um; : zakaj dobre ljudi ločujeta politika in religija, avtorja Jonthana Haidta.
Čeprav se začetki teorije moralnih temeljev osredotočajo zlasti na medkulturne razlike, pa nadaljnje delo teorijo razširja tudi na politično ideologijo. Različni strokovnjaki so teorijo moralnih temeljev uporabili zlasti za razlago različnih političnih pogledov; naprednih oz. levih pogledov (v ZDA liberals), konservativcev in zagovornikov nevmešavanja države (ang. libertarians).
Gledano z vidika ameriške politične kulture se t.i. »levica« v ZDA deli na liberalce, ki so nekoliko zmernejši in skrajne zagovornike nevmešavanja države (ang. libertarians). Slednji težijo zlasti k vitki, neavtoritarni državi ter prostemu trgu. Zaradi osnove v teoriji svobodne volje na kateri je ta politična smer zgrajena jih ni mogoče avtomatično uvrstiti nikamor. Sodijo na bodisi na levi bodisi desni na pol, odvisno od konteksta posameznega političnega vprašanja. Kljub vsemu so libertarians v ZDA prej uvrščeni na levo kot desno stran, spogledujejo pa se tudi z desno stranjo (skupen jim je zlasti pogled na ekonomsko svobodo oz. neumešavanja države v kapital).
Uporabniki teorije moralnih temeljev jo ponujajo kot razlago za razlike v političnih pogledih glede obravnave določenih občutljivih političnih vprašanj kot so: pravica istospolnih do poroke (zakonske zveze), pravica do splava, socialna država etc.
Haidt in sodelavci so izpostavili, da napredno usmerjeni (levi politični pol, op. a) izpostavljajo zgolj dva od šestih moralnih temeljev (skrb in pravičnost) pri svojem utemeljevanju (razmišljanju oz. argumentaciji). Podobno počno tudi zagovorniki nevmešavanja države (ang. libertarians), ki prav tako uporabljajo zgolj dva temelja (svoboda in pravičnost). Za razliko do prejšnjih dveh pa konservativno usmerjeni uporabljajo vseh šest temeljev več ali manj bolj enakomerno.

## Izvor
Temelji teorije izhajajo iz reakcije na razvojno racionalistično teorijo morale povezano z Lawrencem Kohlbergom in Jeanom Pigaetom.
Kohlberg gradeč na Piagetovem delu zagovarja stališče, da se moralna argumentacija pri otrocih sčasoma spreminja. Razlago je podal skozi svoj pogled, ki ga je poimenoval »šestih stopenj moralnega razvoja«. Kohlbergovo delo je poudarjalo pravičnost kot ključen koncept pri moralni argumentaciji (utemeljevanju oz. razmišljanju). Pravičnost je videl kot primarno spoznavno (kognitivno) funkcijo, ki je postala tudi glavna smer moralne psihologije ter gonilo nadaljnjih del na omenjenem področju. Haidt navaja, da je spoznal Kohlbergove teorije za nezadovoljive že za časa svojega študija ker so se zdele preveč »razumske«. Še posebej se mu je zdelo sporno ker zanemarjajo vlogo čustev.
Antropolog Richard Shweder je za razliko od v psihologiji prevladujočih teorij morale razvil niz teorij, ki poudarjajo kulturno spremenljivost moralnih (oz. vrednostnih) sodb. Shweder izpostavlja, da različne pojavnosti morale v različnih kulturah izhajajo iz »treh različnih in kljub temu skladnih množic moralnih skrbi«. Slednje je označil kot etiko avtonomije, družbe in božanskega. Shwederjev pristop je spodbudil Haidta k terenskim ter laboratorijskim raziskavam razlik v dojemanju morale. Raziskave je izvedel v Braziliji in Filadelfiji (ZDA). To delo je Haidta pripeljalo k razvoju njegovega t.i. socialno-intuitivnega pristopa k morali. Haidtov socialno-intuitivni pristop se od Kohlbergove racionalistične teorije razlikuje po tem, da izpostavlja čustveno komponento človeškega delovanja. Po Haidtu za razliko od Kohlberga izhaja, da »vrednostno (moralno) odločanje pogojuje hitra moralna intuiticija«, racionalizacija oz. argumentacija vrednostnega merila služi zgolj kasnejšemu (post-hoc) opravičevanju (argumentiranju oz. zagovarjanju) že oblikovanih moralnih (vrednostnih) stališč. Haidtovo delo je pkmalu postalo vplivno, zlasti pa njegov osredotočen pogled na intuitivno-vrednostni moment pri oblikovanju moralne oz. vrednostne sodbe. Vrsta raziskovalcev se je posvetila nadaljnjemu raziskovanju področja in uporabi Haidtovih izsledkov.
Haidt in njegovi sodelavci so se znotraj socialno-intuitivnega pristopa pričeli posvečati virom t.i. »intuicij«, ki po njihovem podlaga vrednostnih sodb. V članku akademske publikacije Deadalus iz leta 2004, Haidt ter Craig Joseph orisujeta, pregledujeta oz. raziskujeta dela o koreninah moralnosti. Vključujeta dela Donalda Browna, Alana Fiskeja, Shalom Schwartza in Shwenderja. Iz njunega pregleda izhaja, da vsi avtorji posedujejo štiri »intuitivne etike«, ki izhajajo iz procesa človeške evolucije kot prilagoditveni odgovor na izzive.
Te štiri etike so označili kot: trpljenje, hierarhija, recipročnost in čistost. Po Haidtu in Josephu je vsaka etika tvorila enoto katere razvoj je bil odvisen od kulture. Napisala sta, da bi vsaka enota lahko tvorila le »prebliske vplivov, ko se določeni vzorci srečajo v družbenem okolju«. Na drugi strani naj bi prav kulturno izobraževalni proces oblikoval končni odziv vsakega posameznika na te prebliske. Morala oz. vrednote se razlikujejo ali razhajajo ker različne kulture uporabljajo štiri »gradnike« oz. »enote« drugače. Ta članek je postal prva izjava, ki nakazuje teorijo moralnih temeljev, sedaj še bolj dodelano in razvito s strani Haidta, Josepha in ostalih.

## Šest temeljev
- Skrb: skrb za ostale, varovanje; nasprotno od škodovanja oz. ogrožanja.
- Pravičnost ali proporcionalnost: delitev pravice glede na skupna pravila; nasprotno od goljufanja oz. izigravanja.
- Svoboda: sovraštvo tiranije; nasprotno od prisile.
- Lojalnost ali biti del skupine (ingroup) - pripadnost: držati s skupino, družino, narodom, ki mu pripadamo; nasprotno od izdaje.
- Avtoriteta ali spoštovanje: spoštovanje tradicije in priznavanje avtoritete; nasprotno od prevratništva.
- Svetost, božanskost oz. čistost: odpor, tudi občutek ločenosti od drugačnih oz. gnusnih stvari, hrane, dejanj, navad, videza, odnosov etc.; nasprotno od  ponižanja, nečistovanja.